# بوستان المهدی
بوستان اَلمَهدی بوستان است تازه‌ تأسیس که در شهر تهران و در ضلع جنوب شرقی میدان آزادی  واقع شده‌است.
این بوستان که ساخت و تجهیزش مدت‌های طولانی به درازا کشید، دارای امکاناتی همچون قایق‌رانی، وسایل پرورش اندام و محل بازی کودکان می‌باشد. به دلیل نزدیکی این بوستان به ترمینال غرب تهران، آلاچیق‌هایی نیز برای استراحت و خواب مسافران و رهگذران نیز در آن ساخته شده‌است.